# Акванавти (фільм)
«Акванавти» (рос. Акванавты) — російський радянський науково-фантастичний фільм 1979 року, за однойменною повістю Сергія Павлова.

## Сюжет
У недалекому майбутньому акванавт Ігор Соболєв підвозить на мотоциклі Лотту Кером, фахівця з нової науки біонетики. Тоді як акванавти випробовують передові костюми, що дозволяють дихати під водою, біонетики вдосконалюють матриці пам'яті — пристрої, що дозволяють комп'ютерам функціонувати за зразком мозку конкретних людей. В тому числі існує матриця із записом пам'яті Лотти. Між Ігорем і Лоттою виникає взаємне кохання, дівчина показує Соболєву дослідний комплекс, де працює її батько, професор Олександр Кером. Той не вельми радий їхнім стосункам і вимагає від Ігоря, щоб той не піддавав Лотту небезпекам: швидкій їзді на мотоциклі та підводному плаванню.
За якийсь час акванавти вирушають на порятунок енергодобувної підводної станції. Ігору повідомляють, що Лотта загинула в аварії під час поїздки на мотоциклі. Попри цю новину, він все ж вирушає з іще двома акванавтами на місію.
Станція виявляється безлюдною, тільки на аудіозаписі чути крик. Соболєв вирушає на пошуки першого доглядача Дюмона біля станції та бачить велетенську манту. Він знаходить Дюмона біля підводного маяка. Той розповідає про божевілля другого доглядача Пашича і напис на маяку «Лотта», що з'явився там загадковим чином. Від Пашича надходять повідомлення про «прибулицю» і «німфу». Ігор спускається надто глибоко, та його виносить до станції манта, котра лишає напис «SOS». Акванавт Болл несподівано тікає за борт під впливом електричних сигналів від манти. Ігор підозрює, що в цьому регіоні проводився якийсь експеримент над тваринами. Невдовзі він знаходить загиблого Болла та залишки безпілотного літака.
Ввімкнувши сонар, Ігорю вдається поспілкуватися з мантою, котра хоче «повернути безособистість». Він розуміє, що на літаку була матриця пам'яті Лотти. Манта випадково ввімкнула пристрій та в її мозок скопіювалася записана особистість Лотти. Соболєв розуміє, що це все ж тварина, і присутність людської пам'яті завдає їй страждань. Проінформовані про інцидент учені звільняють манту від пам'яті людини.

## У ролях
- Герман Полосков — Ігор Соболєв
- Олександр Яковлєв — Болл
- Ірина Азер — Лотта Кером
- Вацлав Дворжецький — професор Олександр Кером
- Паул Буткевич — Дуговський
- Арніс Ліцитіс — Дюмон
- Олена Валаєва — Наталя
- Микола Крюков — Командор
- Юрій Саранцев — Селіванов
- Артем Карапетян — Аджимоглян
- Володимир Нікітін — Андрій
- Альвідас Шульчіс — Янек
- Регіна Разума — Еллен
- Геннадій Петров — Васильєв

## Знімальна група
- Режисер-постановник: Ігор Вознесенський
- Сценаристи: Сергій Павлов, за участю І. Вознесенського
- Оператори-постановники: Олександр Філатов, Георгій Зеленін
- Композитор: Євген Крилатов
- Художник-постановник: Фелікс Ростоцький
- Звукооператор: Микола Шарий
- Монтажер: Г. Дмитрієва
- Художник по гриму: С. Шарая
- Художник по костюмах: Т. Дмитрієва
- Керівник підводних робіт, водолазний фахівець: Володимир Карпічев
- Директор знімальної групи: Іван Морозов
- Вокал («Вокаліз» і пісня (рос.) «Пообещайте мне любовь»): Тетяна Дасковська[1]